# Pfarrkirche Breitenwang

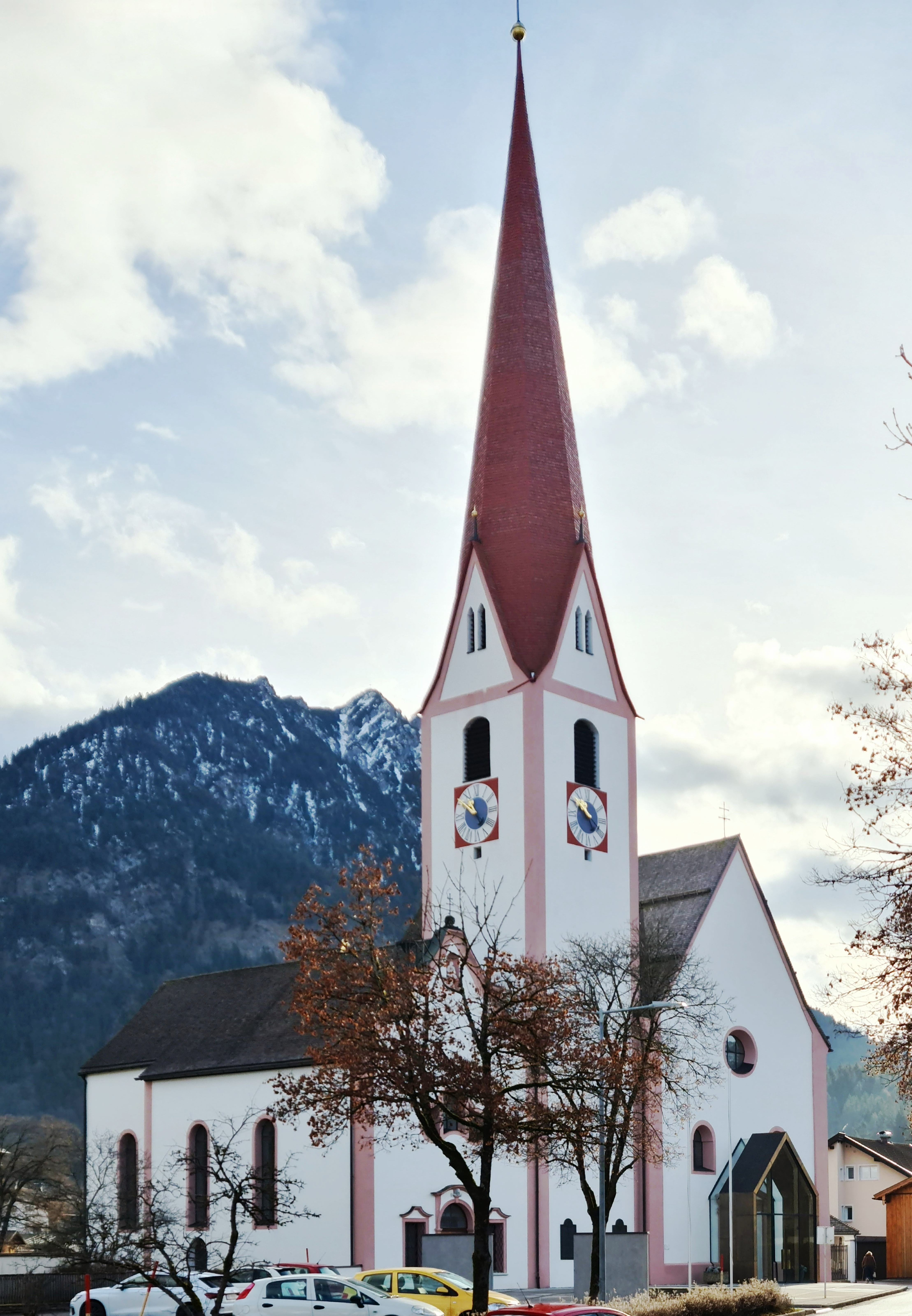
Kath. Pfarrkirche Hll. Petrus und Paulus in Breitenwang

Langhaus, Blick zum Chor

Langhaus, Blick zur Doppelempore

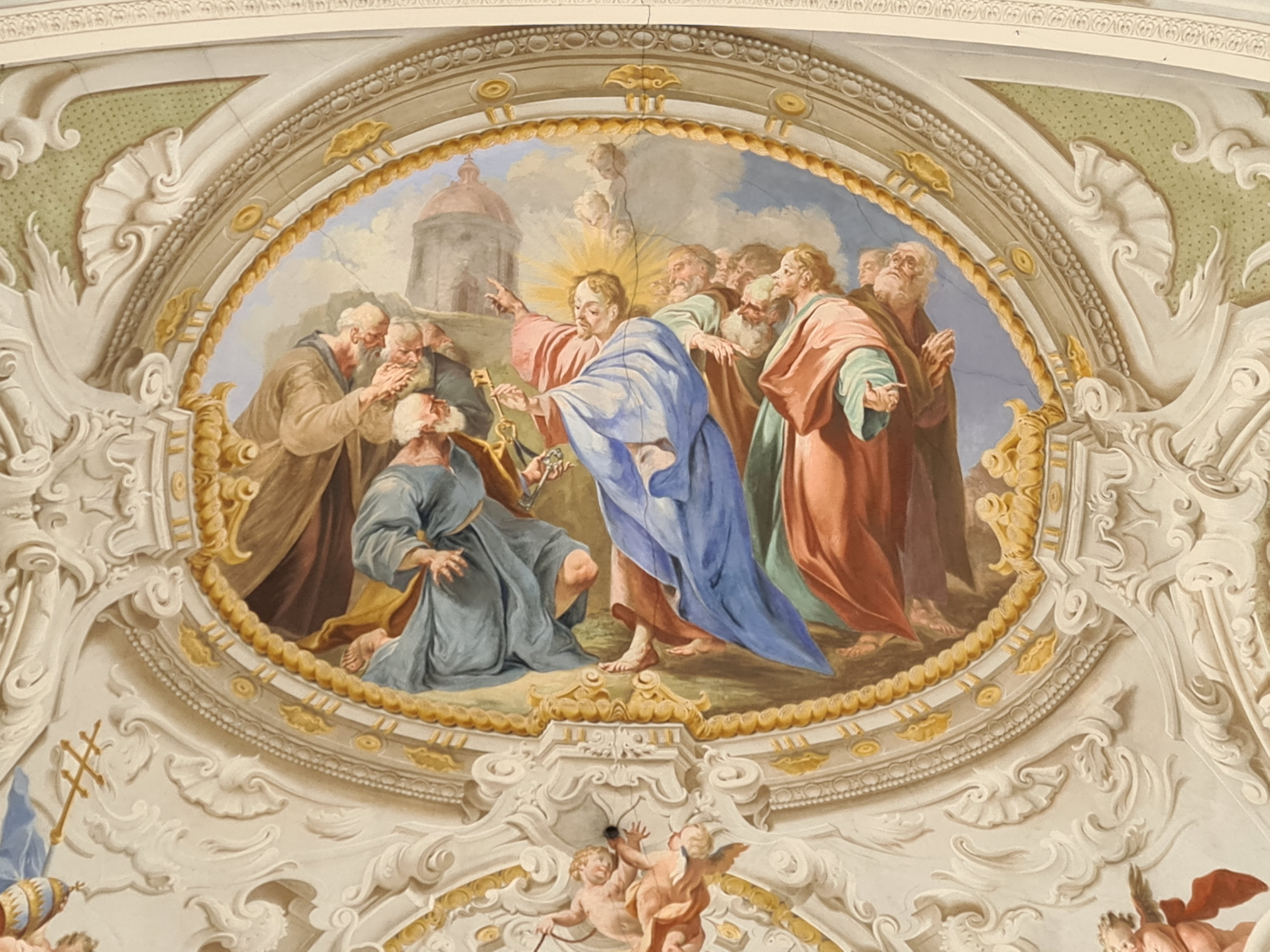
Chorfresko Schlüsselübergabe an Petrus

Die Pfarrkirche Breitenwang ist eine römisch-katholische Kirche in der österreichischen Gemeinde Breitenwang in Tirol. Die Pfarrkirche Peter und Paul gehört zum Dekanat Breitenwang in der Diözese Innsbruck. Die Kirche und die beigestellte Totenkirche mit dem mittig eingebundenen Turm stehen unter Denkmalschutz (Listeneintrag).

## Geschichte
Bis 1122 gehörte der Ort zum Kloster St. Mang in Füssen im Bistum Augsburg und ging 1816 an das Bistum Brixen. Nach dem Einsturz des Kirchturmes im Jahre 1640 erfolgte 1653 durch den Baumeister Haselmayr ein Neubau des Turmes. 1685/1691 wurden Chor und Langhaus von Paul Torwertel neu erbaut und im Jahr 1714 geweiht.

## Architektur
Die Pfarrkirche befindet sich in einem ummauerten Friedhof mit eingebundenen Kapellen und Nischen.
Das Gebäude ist einheitlich als Barockbau errichtet mit einem Langhaus (auf der rechten Kirchenseite) mit steilem Satteldach sowie dem Chor mit niedrigem Satteldach. Der Turm mit Spitzhelm befinden sich mittig. Auf der linken Seite liegt die Totenkirche mit geschwungenem Giebel. Das Langhaus und der eingezogene Chor haben einen Rundabschluss mit Wand Pilaster-Lisenen sowie Rundbogen- und Kreisfenstern. Nördlich am Chor befindet sich die Sakristei mit einem Erschließungsgang entlang des Langhauses. Dem hohen gotisierenden barocken Turm wurde östlich ein Zentralbau unter einer Kuppel angebaut.
Das dreijochige Langhaus hat eine Doppelpilastergliederung mit Sockelband und Gebälkstücken, ein umlaufendes Gesims über den Doppelpilastern verkröpft, und darüber ein Stichkappentonnengewölbe. In den Stichkappen sind Kreisfenster. Der eingezogene Triumphbogen hat Wandpfeiler. Der zweijochige Chor hat Kompositpilaster, ein umlaufendes Gesims, ein Stichkappentonnengewölbe und einen Dreiachtelschluss.

## Ausstattung

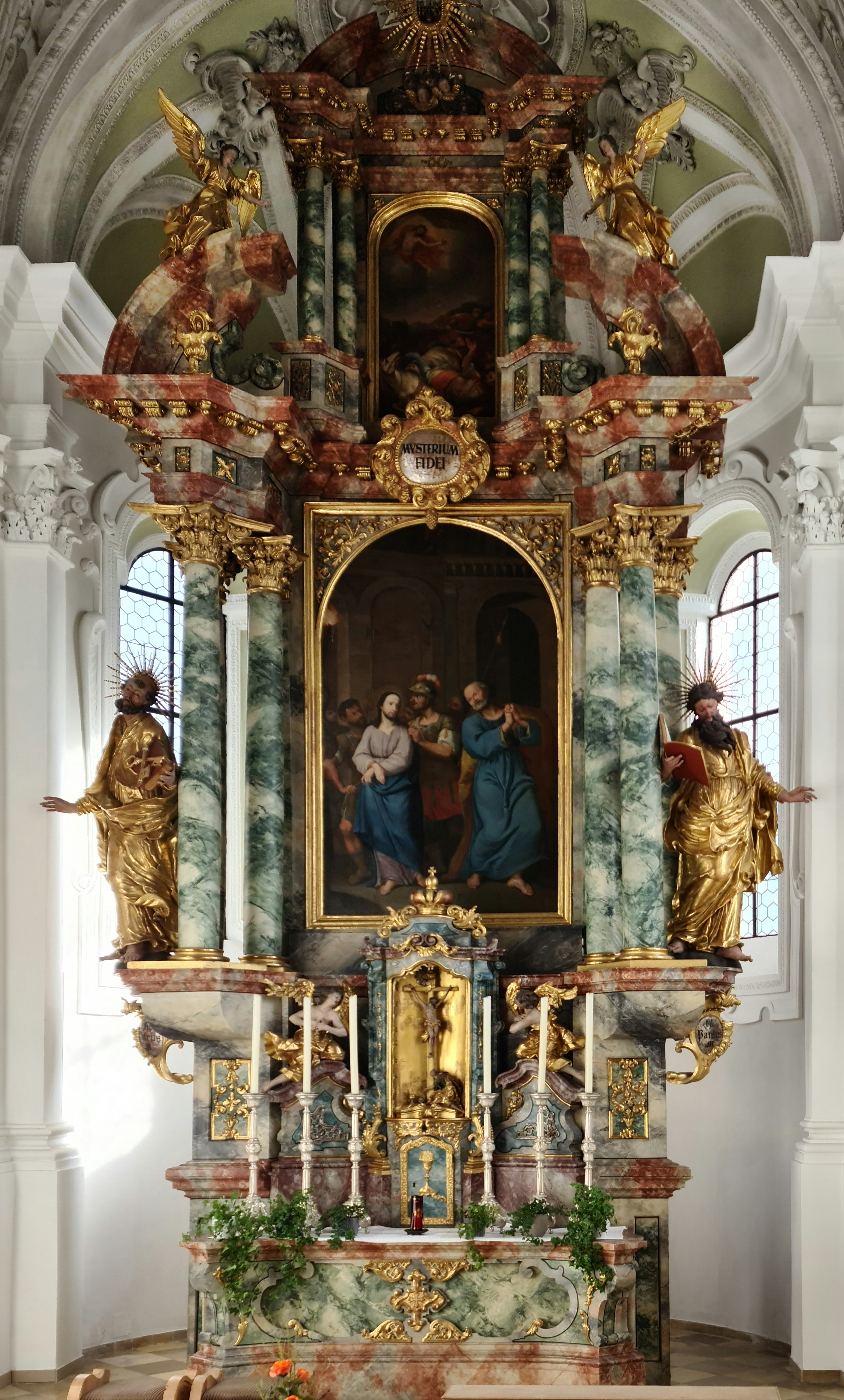
Hochaltar

Der Hochaltar von 1685 ist ein schwerer Sechssäulenaufbau auf einer hohen Tabernakelzone mit einem gerade abschließenden Gebälk mit gesprengten Giebelstücken und hat im Auszug einen Aufbau mit sechs Säulen mit einem Rundgiebelabschluss.
Das Deckenfresko im Chorraum zeigt die „Schlüsselübergabe an Petrus“ und wurde von Johann Jakob Zeiller im Jahr 1755 geschaffen. In der Sakristei befinden sich vier Rokoko-Silberreliquienbüsten. Sie stellen die Apostel Petrus und Paulus sowie die beiden Pestpatrone Sebastian und Rochus dar.
Die an den Turm der Pfarrkirche im Jahr 1732 angebaute Totenkapelle Ad Beatam Virginem Mariam Dolorosam erhielt als Teil der Ausstattung einen Totentanz, den der aus Füssen stammende Bildhauer und Stuckateur Thomas Seitz zwischen 1724 und 1728 schuf. In rankengeschmückten Medaillons wird dargestellt, wie der Tod mit zehn Menschen den letzten Tanz beginnt. Die Todgeweihten sind jeweils an ihren Insignien und Attributen zu erkennen. An der linken Wand sind dargestellt: Papst, Moses, Frau, Wirt, Bettler; an der rechten Wand: Kaiser, Rechtslehrer, Soldat, Küfer, Bauer.

## Glocken
In der Glockenstube befinden sich fünf Glocken mit der Stimmung auf cis1, e1, fis1, a1, h1, die 1951 von Johann Grassmayr in Innsbruck gegossen wurden. Alle Glocken besitzen einen Klöppelfänger und die Schlaghämmer befinden sich direkt auf der Glocke.

## Orgel

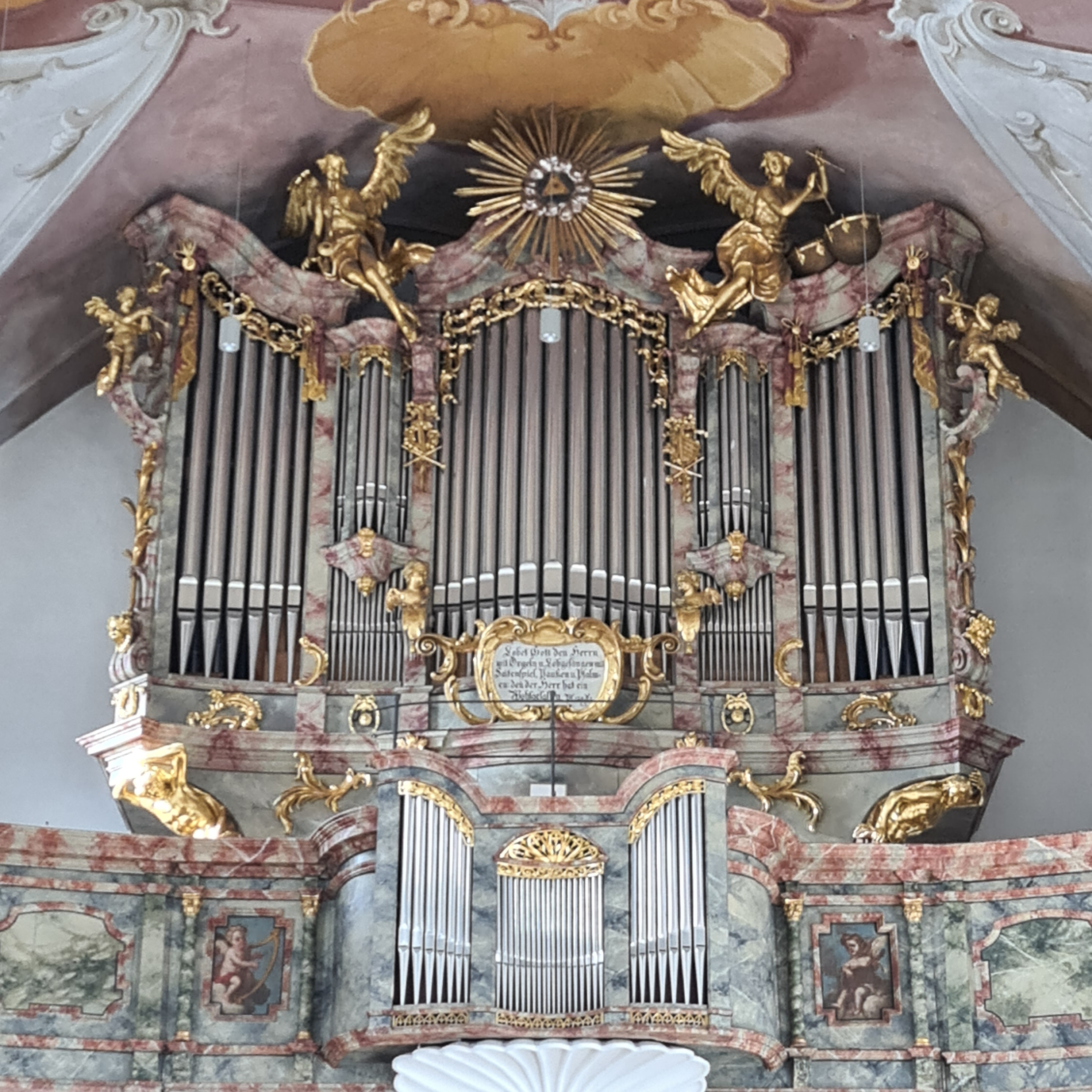
Orgel

### Baugeschichte
Bis heute sind mindestens vier Orgeln in der Pfarrkirche Breitenwang nachweisbar. Bereits um 1661 wurde die erste Orgel gebaut, 1710 wurde sie an die Rochuskapelle weiterverkauft. Zwischen 1707 und 1710 kam eine zweite Orgel nach Breitenwang. Die Orgel wurde von Georg Ehinger aus Aitrang erbaut, hatte 10 Register und kostete 453 Gulden. Im Jahre 1812 wurde sie nach Pinswang verkauft. Aufgrund der Enteignung von Klöstern im Rahmen der Säkularisation boten sich für den Kauf der dritten Orgel Möglichkeiten in Bayern an, gekauft wurde schließlich die 1786 von Franz Joseph Wirth gebaute Orgel des Karmelitenklosters in Augsburg. Vorbild der Wirth-Orgel war unter anderem das Instrument von Johann Andreas Stein in der Barfüßerkirche in Augsburg, welches heute in der Pfarrkirche St. Martin in Gabelbach zu finden ist. Die Kosten beliefen sich auf 1000 Gulden, die mehrheitlich über freiwillige Spenden aufgebracht wurden. 1888–1889 wurde das Instrument von Albert Mauracher in eine pneumatische Orgel umgebaut, musste aber bereits nach einigen Jahren wieder rückgebaut werden – durch den großen Temperaturunterschied zwischen dem im Dachboden installierten Gebläse und der mit Dunst gesättigten Kirchenluft konnten die Membranen aufgrund der hohen Luftfeuchtigkeit im Winter nicht mehr richtig schwingen. Der letzte große Umbau an der Wirth-Orgel erfolgte 1931 durch Karl Reinisch. An das ursprüngliche Gehäuse wurden beidseitig je drei weitere Felder angefügt und 12 Register der Orgel weiterverwendet.
Das neue Werk wurde im Jahre 2000 von Verschueren Orgelbouw gebaut. Dabei wurden die im 20. Jahrhundert hinzugefügten Seitenfelder entfernt und die ursprüngliche Form des Rokokoprospekts der Wirth-Orgel von 1786 wiederhergestellt; die Seitenteile und das Gehäusedach wurden neu angefertigt. Der restaurierte Prospekt ist fünfachsig, die Zwischenfelder sind doppelstöckig angelegt. Zusammen mit dem Scheinpositiv an der Emporenbrüstung stellt der mit Engeln und Putten besetzte Prospekt eine einzigartige Bereicherung in der Tiroler Orgellandschaft dar. Die Baukosten betrugen insgesamt 5,7 Millionen Schilling.

### Disposition
Die Disposition orientiert sich am spätbarocken Klangbild.
| I Positiv C–f3 |                 |       |
| 01.            | Bourdon         | 8′    |
| 02.            | Quintadena      | 8′    |
| 03.            | Flaut Travers D | 8′    |
| 04.            | Principal       | 4′    |
| 05.            | Flaut           | 4′    |
| 06.            | Octav           | 2′    |
| 07.            | Quint           | 1 ⁄2′ |
| 08.            | Sesquialter II  | 2 ⁄3′ |
| 09.            | Mixtur III      | 2⁄3′  |
| 010.           | Crumhorn B/D    | 8′    |
|                | Tremulant       |       |

| II Hauptwerk C–f3 |                |       |
| 011.              | Bourdon        | 16′   |
| 012.              | Principal      | 8′    |
| 013.              | Hohlflöte      | 8′    |
| 014.              | Viola di Gamba | 8′    |
| 015.              | Octav          | 4′    |
| 016.              | Flaut          | 4′    |
| 017.              | Quint          | 3′    |
| 018.              | Super Octav    | 2′    |
| 019.              | Cornet III D   | 2 ⁄3′ |
| 020.              | Mixtur IV      | 1′    |
| 021.              | Trompete B/D   | 8′    |

| III Echowerk c0–f3 |              |        |
| 022.               | Gedeckt      | 8′     |
| 023.               | Prestant     | 4′     |
| 024.               | Nasard       | 3′     |
| 025.               | Octav        | 2′     |
| 026.               | Terz         | 1 3⁄5′ |
| 027.               | Oboe (ab c1) | 8′     |

| Pedal C–f1 |          |     |
| 028.       | Subbass  | 16′ |
| 029.       | Octav    | 8′  |
| 030.       | Fagott   | 16′ |
| 031.       | Trompete | 8′  |

- Koppeln: II/P, I/P, II/I
- Kombinationstritte (jeweils ein und aus): Principale (Octav 4′, Quint 3′, Mixtur, Superoctav 2′), Trompete und Cornet (Trompete 8′ B/D, Cornet, Flaut 4′)

Anmerkungen
1. ↑  Bourdon 16′ ist von C – H kombiniert mit Subbass 16′.

### Technische Daten
- 31 Register, 1852 Pfeifen.
- Gewicht der Orgel: 6 t.[8]
- Windversorgung:
  - Winddruck: 68 mm.
  - Blasbälge: 2 Keilbälge.
- Spieltisch:
  - Spielschrank
  - Pedal: Parallel.
- Traktur:
  - Tontraktur: Mechanisch.
  - Registertraktur: Mechanisch.
- Stimmung:
  - Höhe a1 = 440 Hz.
  - Stimmung: Bach-Kellner.[9]